# 基礎建設運輸署
基础设施及运输部（英語：Department for Infrastructure and Transport），原名计划、运输及基础设施部（英語：Department of Planning, Transport and Infrastructure）是澳大利亚南澳州政府中一个交大的部門，專門負責南澳州的規劃、運輸和基建事宜。2020年8月7日部门网站更名，但是并未出现在正式的政府公告中。

## 內閣司級官員
截至2018年3月，一共有兩位內閣司級官員負責該署：
- Corey Wingard司憲：運輸基建及地方政務司（Minister for Infrastructure and Transport）
- 盧嘉瑋（英语：Stephan Knoll）司憲：規劃司（Minister for Planning）
- 榮國景（英语：Corey Wingard）司憲：警務、懲教、緊急服務、娛樂、體育及賽車司（Minister for Police, Correctional Services, Emergency Services, Recreation and Sport and Racing）

## 架構
規劃運輸基建署下設三個分科：

### 人事及商業分科
- 客戶體驗
- 資訊服務
- 投資服務
- 人事績效
- 投資組合管理辦公室

### 安全及服務分科
- 資產管理
- 營運服務
- 計劃移交
- 安全及政策計劃

### 發展分科
- 建築及已發展環境
- 資訊及策略
- 投資管理
- 規劃及運輸政策
- 物業
- 娛樂及體育事務辦公室

## 外部連結
- 南澳大利亚州基础设施及运输部 （页面存档备份，存于）